# فرانك ستيفنز (نحات)
فرانك ستيفنز (بالإنجليزية: Frank Stephens)‏ هو نحات أمريكي، ولد في 28 ديسمبر 1859 في راهواي في الولايات المتحدة، وتوفي في 16 يونيو 1935 في Gilpin Point, Maryland ‏ في الولايات المتحدة.